# Мюлленбах (Аденау)
Мюлленбах (нем. Müllenbach) — община в Германии, в земле Рейнланд-Пфальц.
Входит в состав района Арвайлер. Подчиняется управлению Аденау. Население составляет 467 человек (на 31 декабря 2010 года). Занимает площадь 8,02 км².